# William d’Aubigny, 4. Earl of Arundel
William d'Aubigny, 4. Earl of Arundel (* um 1203; † vor 7. August 1224) war ein englischer Magnat.
Er entstammte der anglonormannischen Familie Aubigny und war der älteste Sohn von William d’Aubigny, 3. Earl of Arundel und von Mabel of Chester. Sein Vater starb Anfang 1221 auf der Rückreise vom Kreuzzug von Damiette in Italien, so dass William die umfangreichen Besitzungen der Familie und den Titel Earl of Arundel erbte. Er starb jedoch bereits drei Jahre später und wurde in der Familienstiftung Wymondham Abbey in Norfolk beigesetzt.
William war vermutlich unverheiratet geblieben. Sein Erbe wurde sein jüngerer Bruder Hugh. Nachdem auch dieser 1243 kinderlos gestorben war, wurden die Besitzungen der Familie unter ihren vier Schwestern und deren Nachkommen aufgeteilt.